# راي ستيفن
راي ستيفن (بالإنجليزية: Ray Stephen)‏ (9 ديسمبر 1962 بأبردين في المملكة المتحدة - ) هو مدرب كرة قدم ولاعب كرة قدم بريطاني في مركز الهجوم. شارك مع منتخب اسكتلندا تحت 21 سنة لكرة القدم. أما مع النوادي، فقد لعب مع نادي دندي ونادي كيلمارنوك ونادي نانسي وCove Rangers F.C. ‏.

## وصلات خارجية
- راي ستيفن على موقع قاعدة بيانات كرة القدم.إي يو (الإنجليزية)